# Josiah Onodome Onemu
Josiah Onodome Onemu (29 maart 1945) is een beeldhouwer afkomstig uit Nigeria. Zijn werk bevindt zich onder andere in het Wereldmuseum Berg en Dal (voorheen Afrika Museum), in Berg en Dal bij Nijmegen. Hij woont en werkt in Waddinxveen.

## Opleiding
- 1962-1964: Yaba College of Technology, Lagos, Nigeria
- 1964: U.S.I.S. art course, Lagos, Nigeria
- 1967-1969: Vrije Academie, Den Haag
- 1970-1976: Universität für Angewandte Kunst, Wenen, Oostenrijk, Magister Arts, -cum Laude- (Drs.), Zeugnis für Meisterschüler; bronsgieten en fotografie
- Akademie für Bildende Kunst, Wenen, Oostenrijk, lerarenopleiding
- 1981: International Academy of Fine Arts, Salzburg, Oostenrijk

## Werk
- 1977-1985: Hoofddocent en oprichter afdeling beeldhouwen, Universiteit van Benin, Nigeria
- 1985-1986: Gastdocent giettechnieken (brons), Koninklijke Academie Den Haag
- 1991-1994: Lid van de Raad voor Cultuur (voorheen Raad voor de Kunst)
- 1989: CKV Docent, Den Haag
- 1990-1991: Stafdocent, CKV, Waddinxveen
- 1990-1994: Lid Commissie Kunst en Cultuur, Waddinxveen
- 1991-heden: Docent, CKV, Waddinxveen

## Solotentoonstellingen
- 1966: British Council, Lagos Nigeria
- 1969: Du Midi, Den Haag, Hulshoff, Den Haag
- 1975: Galerie Basilisk, Wenen, Oostenrijk, Volksbank Galerie,Tulln, Oostenrijk
- 1982: National Gallery of Modern Art, Lagos, Nigeria
- 1987: 'Onemu Beeldhouwer uit Nigeria' Tropenmuseum, Amsterdam
- 1989: Galerie Jan van Munster, Den Haag
- 1991: Tropenmuseum, Amsterdam
- 1995: Provinciehuis Z.H., Den Haag
- 1996: Stadsgalerie, Gouda
- 1999: Afrika Museum, Berg en Dal, Nijmegen
- 2000: Beelden in Soest, De Hazelaar Sculptures, Soest
- 2012-2013: Afrika Museum, Berg en Dal (zie pag. 3 https://www.yumpu.com/nl/document/read/20258546/vriendenbulletin-2013-nr-1-afrika-museum)

## Groepstentoonstellingen
- 1968: Monumentale Beeldhouwwerken, Den Haag
- 1969: Monumentale Beeldhouwwerken, Den Haag
- 1973: Museum für Angewandte Kunst, Wenen, Oostenrijk
- 1975: Kultuurbasar, Tulln, Oostenrijk
- 1980: Society of Nigerian Artists Exhibition, Benin City, Nigeria, National Exhibition, Lagos, Nigeria
- 1984: National Council for Art and Culture, Lagos, Nigeria
- 1985: Silver Jubilee, National Art Exhibition, Lagos, Nigeria
- 1987: Licht, Vorm, Schaduw, De Balie, Amsterdam
- 1990: ABP, Heerlen | Stadsgalerie, Gouda | Volkshogeschool Drakenburgh, Baarn | Raadhuis, Waddinxveen
- 1991: Artihove, Bergschenhoek
- 1996: Beeldentuin, Museum Het Catharina Gasthuis, Gouda
- 1997: Holland Art Fair, Den Haag
- 1999: Watervogels Project, Reeuwijkse Plassen
- 2000: De Hazelaar, Soest
- 2001: De Hazelaar, Soest | MuseumBoerderij New Greenwich Village, Zuidwolde
- 2002: ’t Regthuys, zomerexpositie Nieuwkoop
- 2002: Kunst langs Rijn en Gouwe, Woerden, Gouda
- 2012: Overzichtstentoonstelling 'Beelden van een bruggenbouwer', Afrika Museum, Berg en dal

## Boeken
- Josiah Onodome Onemu Hommage aan Idolo (Homage to Idolo), 1999, ISBN 9789080255265
- Josiah Onodome Onemu & Jeanette Rontberg-Terluin, Gietmallen, Tirion Art, Baarn, 2008, ISBN 9789043912136